# آرام بگیر (ترانه کلی کلارکسون)
« هنوز» (به انگلیسی: Be Still) ترانه‌ای از هنرمند اهل ایالات متحده آمریکا کلی کلارکسون است. این ترانه در آلبوم دسامبر من قرار داشت.